# Convex Computer
Convex Computer Corporation — компьютерная компания, которая разрабатывала и продавала векторные минисуперкомпьютеры и суперкомпьютеры для малого и среднего бизнеса. Основана в 1982 году под названием Parsec. Их последняя линия параллельных машин Exemplar базировалась на микропроцессорах PA-RISC компании Hewlett-Packard (HP). В 1995 году Hewlett-Packard выкупила компанию, а машины Exemplar продавались под брендом HP ещё некоторое время. В дальнейшем технология Exemplar была использована в машинах V-Class компании Hewlett-Packard.

## История

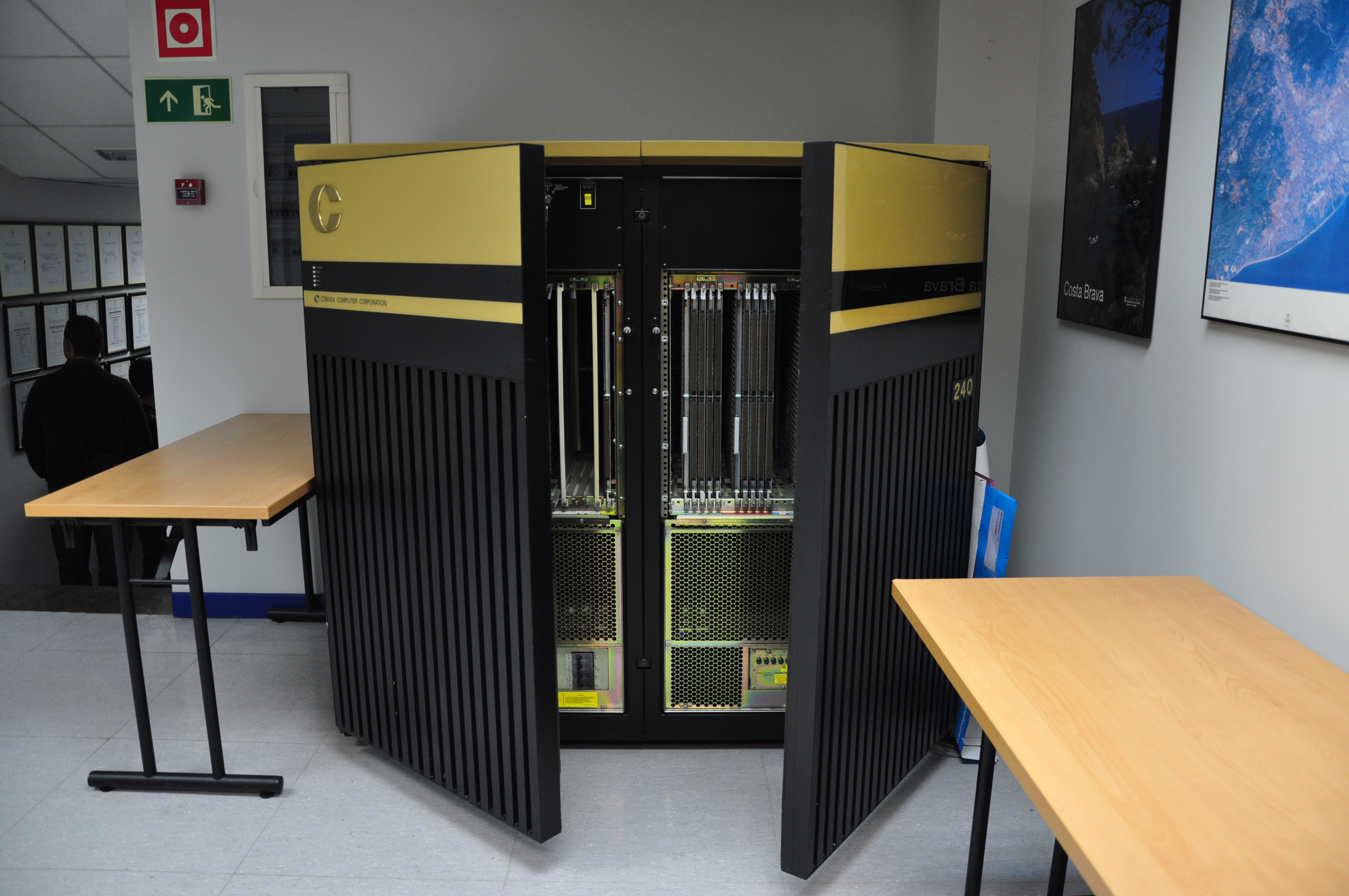
Суперкомпьютер Convex 240

Convex была основана в 1982 году Стивеном Валлахом в городе Ричардсон (Техас, США).
Первая машина под названием C1 выпущена в 1985 году.
В 1995 году Convex поглощена компанией Hewlett-Packard.

## Бывшие работники
- Роберт Моррис, создатель первого сетевого червя — «червя Морриса».